# L'avvertimento (film 1980)
L'avvertimento è un film del 1980 diretto da Damiano Damiani.

## Trama
Roma. Durante una delicata indagine su varie personalità dell'alto mondo imprenditoriale e bancario, colluse con la criminalità organizzata, il commissario capo Vincenzo Laganà viene ucciso nel suo ufficio insieme ai suoi uomini e all'avvocato Milanesi per non aver accettato una tangente di 200 milioni. Il commissario Barresi intanto sta per rassegnare le proprie dimissioni, dopo aver trovato accreditati sul suo conto in banca 100 milioni e aver ricevuto una telefonata di ignoti che gli chiariscono come dovrà comportarsi durante l'inchiesta che seguirà all'assassinio di Laganà.
Dopo aver seguito vanamente i sicari, Barresi si accorda con il questore per risolvere il caso. Silvia, la vedova di Laganà, viene ricattata da una donna che dice di avere le prove che il defunto commissario era un corrotto: i ricattatori vengono però arrestati.
Barresi quindi interroga Silvia e scopre che si era appropriata lei della tangente offerta al marito per corromperlo, e riesce a salvarla giusto un attimo prima che la donna tenti il suicidio, disperata. A questo punto il commissario Barresi decide di giocarsi il tutto per tutto e andare fino in fondo alla sua indagine.

## Distribuzione
Distribuito nei cinema italiani il 15 agosto 1980, L'avvertimento ha incassato complessivamente 1.011.000.000 di lire dell'epoca.